# Дроботковський Юрій Володимирович
Юрій Володимирович Дроботковський (більш відомий як Андрій Чорнота) (* 30 червня 1896 с. Тетянівка на Херсонщині — † 9 лютого 1923, Київ) — український військовий діяч, старшина Холодноярської Республіки.

## Біографія
Юрій Володимирович Дроботковський народився у дворянській родині на хуторі Тетянівка Нечаївської волості Єлисаветградського повіту Херсонської губернії (тепер с. Нечаївка Компаніївського району Кіровоградської області). Батько — Володимир Олександрович Дроботковський, дворянин, представник старовинного козачого роду, мати — Аделаїда Генріхівна Дроботковська — «саксонська підданна».
У Юрія були сестра Тетяна і старший на рік брат Павло, штабс-ротмістр Білої Армії, потім став червоним командиром (працював в Одеському губернському військкоматі, розстріляний 22.09.1937 року по вироку за статтею 58-2-11 в Сандармосі, Карелія)
Українське національне почуття у Юрія виплекав батько, Володимир Олександрович, але він рано помер. Родичі-німці по материнській лінії були прихильниками «єдіной-нєдєлімой». Вони цькували юнака, називали «мужиком» і «хамом». Юрій відповідав їм ненавистю. «Українське національне почуття, — згадував він, — у мене було дуже велике, яке доходило інколи до хворобливого стану. Це почуття підігрівалося оточуючим суспільством і родичами. Особи, які оточували мене… належали до монархістів-поміщиків, які визнавали тільки „єдіную-нєдєлімую“… Я боровся весь час з „общєством“, в якому народився, але яке ненавидів. В результаті я потрапив в Українську армію…»
Закінчивши сім класів реальної школи, Юрій вступив до Єлисаветградського училища, пізніше був вільним слухачем Київського комерційного інституту.
На третій рік Світової війни Дроботковський пішов до війська. Звісно, виявив бажання служити у кінноті. Потрапив до 12-ї кавалерійської дивізії, а саме: до 12-го Охтирського гусарського полку генерала Дениса Давидова «вольноопределяющимся». Його частина була приписана до Меджибізького замку на Поділлі. До 4 березня 1917 року мала назву — 12-й гусарський Охтирський Її Імператорської Високості великої княгині Ольги Олександрівни полк. Проходив службу Дроботковський і у 8-му запасному кінному полку.

## На початку визвольних змагань
Українську діяльність Юрій Дроботковський почав у єлисаветградській «Просвіті» після Лютневої революції (був членом її Ради). Невдовзі відгукнувся на заклик Тимчасового уряду і знову пішов у російське військо — може, щоб підвищити кваліфікацію, а може, як і багато інших українців, повірив у російську демократію та її брехливі гасла. Служив у Кримському кінному полку. Від ескадрону Юрія вибрали в полковий комітет, поклавши на нього обов'язки «письмоводителя».
Працював писарем до вересня 1917 року. Коли почув, що формується українське військо, недовго думаючи, гайнув до нього. Саме тут його негативні почуття до російських «єдінонєдєлімщіков» набрали осмисленості й сили.
До середини грудня 1917 року служив він у війську Центральної Ради чотовим 1-го кінного полку. Отримавши відпустку, поїхав додому святкувати Різдво. А тут в Україну посунули червоні москалі, підняли голови і місцеві більшовики.
21 грудня в Єлисаветграді було здійснено переворот — проголошено так звану нову Раду робітничих депутатів, де домінували національні меншини радикальних лівих поглядів. До президії Ради увійшли люди, до України неприхильні: Паволоцький, Шканд, Т.Гуляницький і Теличко. Членами виконавчого комітету стали Чернишев, Скульський, Дьячков, Ніколаєв, Ягода, Могилевський, Велоконь, Гессен, Гремлюк, Федоров, Спренжен, Рибальченко, Кочерещенко, Щерба и Збешинський. 19 січня до складу революційного комітету ввели ще й Гілева, Шинделя, Цукунфта, а з ними і Компанійця.
Рада вирішила формувати Червону гвардію. Виконавчий комітет Ради вже 18 січня 1918 року було перетворено на Військово-революційний комітет, який і оголосив радянську владу в Єлисаветградському повіті.
Спокійно дивитися, як ворохоблять радикальні меншини на рідній землі, хорунжий Дроботковський не міг. Тож взявся формувати партизанський загін. Напевно, Юрій був не один такий сміливий, бо вороги мусили визнати, що «головна небезпека для Ревкому йшла з боку гайдамаків, які енергійно готувалися до збройного виступу і арешту більшовицького Ревкому. Гайдамаки були досить добре організовані та озброєні».
26 січня більшовики сформували штаб Червоної гвардії. Вночі на вулицях повітового центру з'явилися військові патрулі ворохобників. Москалі не приховували, що «Революционный Комитет готовился к разоружению украинцев». Спільно зі збільшовиченим 657-м Прутським полком, який прибув 28 січня на станцію Єлисаветград, москалі пішли у наступ. А 29 січня до них приєдналися загони анархістки Марусі Никифорової. Хоч гайдамаки і вступили у бій, та перемога того дня була на боці ворога. Очевидно, в цих боях брав участь і Юрій Дроботковський, бо він пізніше зазначав, що бився на Єлисаветградщині не тільки з більшовиками, а й з анархістами. Але недовго червоні розбійничали в Єлисаветградському повіті. В останніх числах лютого командувач більшовицького фронту Володимир Антонов-Овсієнко телеграмою наказав Єлисаветградському ревкому та виконкому евакуюватися в Полтаву, бо німецькі війська, які прийшли в Україну як союзники Центральної Ради, вже зайняли Голту. Єлисаветградські більшовики так шпарко тікали, що опинились аж у Харкові, а тоді й у Таганрозі, звідки виїхали до Москви. Німецькі війська увійшли в Єлисаветград 8 березня.

## Під час Гетьманату та Директорії
Під час гетьманату Дроботковський брав участь в українській підпільній організації. Співпрацював із представником Директорії Вільчинським. На його завдання вів розвідку «проти німців і гетьмана, оскільки мав доступ в ці контрреволюційні кола». Брав і участь у боях проти німецьких частин, що здійснювали по селах каральні операції. Невдовзі молодий хорунжий переїхав до Києва, а тоді до Одеси. Батькові ж 80 десятин землі у Нечаївській волості 1918 року, коли існувала приватна власність на землю, віддав селянам.
Після падіння гетьмана Юрій отримав призначення на голову кавалерійської ремонтної комісії — мабуть, сам напросився. Та влада Директорії протрималася в Єлисаветграді недовго — вже 5 лютого 1919 року українські частини під ударами червоних змушені були залишити місто. Помандрував на південь і Юрій Дроботковський. Він шукав українське військо, котре, за чутками, було десь на лінії Вознесенськ — Миколаїв — Херсон. У дорозі зустрівся з частинами отамана Григор'єва, який під червоними прапорами йшов бити Антанту, що висадила в українських південних портах французькі, грецькі та польські десанти. Хорунжий Дроботковський приєднався до Григор'єва. У його війську командував сотнею. Брав участь у тяжких боях за Одесу.
6 квітня отаман Григор'єв на білому коні в'їхав в Одесу. Слідом за ним увійшла більшовицька влада з її чрезвичайками. Це, напевно, і стало причиною, що Дроботковський покинув григор'євське військо, яке, виганяючи з української землі одного окупанта, простеляло дорогу іншому.
Дроботковський не полишав надії знайти Армію УНР. Але її і слід прохолонув. Тоді він вирішив перейти румунський кордон, бо чув, що саме на територію Румунії перебазувався Запорозький корпус. Для цього прибився до російських частин, з котрими відступив на Тирасполь. Але цих до Румунії не пустили. Тоді він зголосився в польський 6-й уланський полк, з яким і перейшов кордон. За тиждень чи два «кадет-аспірант 6-го уланського полку Дроботковський» нишком залишив польську частину. Якийсь час жив у Кишиневі. Працював в українській місії в Румунії старшиною для доручень. З нею виїхав невдовзі в Галичину. Тут і розшукав українську армію. Був приділений до штабу Запорозького корпусу, де отримав призначення очолити охоронну сотню при 8-й Запорозькій дивізії. З нею і брав участь у боях.
«Згодом в м. Кременці, — згадував Юрій, — я поступив в інтендантство 8-ї дивізії, звідки перейшов до штабу артилерійської бригади…» Спочатку виконував обов'язки ад'ютанта командира, потім отримав призначення на посаду начальника зв'язку. «Але оскільки самої бригади не існувало… я, як людина ідейна, кинув службу». «У той час, — згадував він, — у мене почався внутрішній розлад, я бачив, що уряд УНР далекий від народу, як і поміщики. У більшовиків я побачив чисто народний рух, але не бачив національного. Мені здавалось, що комуністи йдуть проти національно-українських переконань». За власним визнанням, Юрій «був ворогом совєтської влади як влади інтернаціональної».
Влітку 1919 року він взяв участь у поході об'єднаних українських армій на Київ, окупований червоними москалями. «В 1919 р. під час наступу на Росію служив начальником зв'язку в 8-й артилерійській бригаді УНР, після заняття Києва був у таборах військовополонених у Денікіна, поки не втік з полону…»

## Холодний Яр
Якийсь час Юрій служив у отамана Ілька Струка, відділ якого від вересня 1919-го до початку 1920 року перебував у складі Добровольчої армії. «При білих» служив у заводській стайні. Невдовзі з «грабармії» Дроботковський втік, і не сам. Разом із 12 товаришами захопили два паротяги і дві броньовані «площадки». Неподалік Знам'янки Юрій залишив бронепотяги, а людей розпустив. Сам же, швидше за все, помандрував до Холодного Яру, де панував Василь Чучупак і денікінської влади не було. Тут він, досвідчений кавалерист, очолив кінну сотню полку гайдамаків Холодного Яру. Як належить у лісовому житті, його «перехрестили», давши йому нове ім'я — Андрій Чорнота. У Холодному Яру невдовзі, у лютому 1920 року, і зійшлася його стежка з доріжкою старшини Армії УНР Юрія Городянина-Лісовського — в майбутньому письменника Горліса-Горського, автора роману «Холодний Яр». Сталося це в Мотрониному монастирі. Ось як про це писав Юрій Городянин-Лісовський:
|  | Після черниці до келії зайшов стрункий, але з ведмежими плечима козак, одягнений у кубанський козацький кожух, у татарській смушевій шапці, з повним набором оправленої в срібло кавказької зброї на поясі. Голена голова, горбатий ніс і темна шкіра робили з нього справжнього чеченця. Глянувши на його суворе, нахмурене обличчя, я відразу здогадався, що це Чорнота… Не привітавшись, сів навпроти мене… Я почувався якось незручно під його поглядом. Такий погляд буває хіба у мисливця, що вистежує небезпечного звіра. Він глянув на срібне руків'я моєї шаблі. — Містріханівський клинок? Добра сталь… Трохи затвердо загартована, зламатися може. Мене здивувало, що він по оправі відгадав, який клинок. Мусив бути добрим знавцем зброї |

Вони швидко потоваришували, а після того, як Городянин-Лісовський врятував Чорноті життя в одному з боїв, стали «кунаками». Юрій Городянин багато чого навчився у Чорноти, зокрема збагнув, що у боротьбі виявляти жаль до ворога небезпечно, бо це може обернутися жертвами в українському таборі. «Чорнота не читав більше лекцій про те, що боротьба не знає жалю, — писав Юрій у романі „Холодний Яр“. — Я вже й сам добре усвідомив, що коли дві нації борються, то білі рукавички треба скинути…»

## На підпільній роботі
Напровесні 1921 року Юрій Дроботковський легалізувався — працював головою Єлисаветградської повітової ремонтної комісії. Були в нього і документи, що він є секретарем мисливського товариства та завідувачем радгоспу Одеського губернського земельного відділу.
Коли документи в порядку, легше займатися підпільною роботою. В неї і поринув Юрій Дроботковський. У Єлисаветграді у той час діяла антикомуністична організація «Народна помста» на чолі з Володимиром Григоровичем Новицьким. У її діяльності Дроботковський брав участь, але, напевно, дуже обережно, бо підозрював, що в організації є заслані сексоти ЧК.
«Сам Дробатковський брав діяльну участь в роботі „Нарпомсти“, — писали чекісти. — Добре знав всіх осіб, які проходили по цій справі, і навіть тих співробітників (чекістів), які цю справу розробляли. Подальшою розробкою з'ясовано, що він (Дробатковський) тепер має стосунок до підпільної праці і керує роботою трійок, що оперують в Єлисаветградському повіті, крім того, він має своїх людей у всіх місцевих установах, до ЧК включно. А також мав зв'язок з бандами, що оперують у Миколаївській та Кременчуцькій губерніях. Співпрацівник (чекіст Трохименко) представився йому як командувач Чорноморською Повстанською групою і член Всеукраїнської Отаманської Ради. Спочатку у співпрацівника (Трохименка) виникла підозра, чи не є (сам) Дробатковський співпрацівником повітової ЧК».
Чекістам вдалося з'ясувати, що Дроботковський у різних радянських установах має довірених людей, зокрема у кавалерійській школі йому допомагав Фатер, у повітовому військкоматі — Седлецький (Стрелецький?), у політвідділі — помічник уповноваженого по боротьбі «з бандитизмом» (і водночас сексот) Поліщук, який давав Дроботковському «всі необхідні дані і навіть брав участь в операціях».
Дроботковський був досить поінформованим чоловіком. Він знав, що в Єлисаветградській ЧК «служать сексотами українці, колишні петлюрівці С. Даниленко, Марченко, Поліщук і якась Кучеренко, які… спровокували Нарпомсту». Мав Юрій і надійні зв'язки в Єлисаветградській кавалерійській школі. «Самые крупные связи Дроботковский имеет в Кавшколе, где среди комсостава есть „свои“ (люди)».
Оця поінформованість страшенно налякала сексотів, що вже окутували підпільників своїм плетивом. Тому один з них, провокатор Завірюха, який представлявся начальником штабу Чорноморської повстанської групи (насправді неіснуючої), у наказі № 9 оголосив Юрія поза законом: «Сотника Дроботковського об'явлено поза законом і наказано його знищити». В цьому ж наказі провокатор закликав знищити буцімто за невиконання наказу підпільницю Олену Крижанівську.
25 серпня т. зв. командувач Чорноморської повстанської групи чекіст Трохименко-Гамалія також видає наказ, шостий пункт якого проголошував: «Сотник Дроботківський об'являється зрадником рідного краю. А через це наказую всім, хто знає його місце перебування, донести до штабу групи».
Та Дроботковський продовжував свою справу. Він налагодив зв'язок з отаманами, що діяли в районі Фундукліївки, — Свищем, Бараном (Барановим?) і Овишем, а також з підпільниками різних волостей Єлисаветградського і Чигиринського повітів. Вільно пересуватися в повіті давали йому можливість документи Вищої ради народного господарства про те, що він перебуває у відпустці з квітня по жовтень 1922 року. Мав Дроботковський і мандат, у якому зазначалося, що він має право їздити по всіх радгоспах і кінних заводах. Ці документи Юрій виготовив сам.
Він планував влаштуватися секретарем кавалерійської школи, щоби легше діставати для повстанців коней, а також мав намір за два місяці створити кінний загін силою у 400 шабель. Жив Дроботковський тоді в Єлисаветграді на вулиці Михайлівській у будинку Кременецького у флігелі.
Реабілітований 18 жовтня 2016 року.

## Арешт
Арештували Юрія Дроботковського 11 вересня 1922 року в Єлисаветграді, коли він виходив із собору. Під час допиту Дроботковський «урочисто заявив, що є переконаним українським націоналістом і ворогом Совєтської влади, з якою він боровся».
Його вивезли до Києва і кинули до сумнозвісної Лук'янівської в'язниці — разом із полковником Здобудь-Волею, штабс-капітаном Яковенком і Іваном Яковичем Ляшенком. У чекістському повідомленні про цю подію Юрія назвали «відомим багатьом органам ҐПУ по своїй підпільній діяльності, старим петлюрівським партизаном сотником Дроботковським». Звинувативши його у «петлюрівщині», відкрили кримінальну справу. Першу її сторінку було заповненно 18 вересня 1922 року.
Юрій не приховував перед слідчим, що активно боровся проти радянської влади, зокрема 1919 року брав участь у боях з червоними під Тирасполем, під Вінницею і Васильковом. Розповів він і як на чолі кавалерійського загону (72 вершники), що сформував під Тирасполем, пробивався в Галичину, але був оточений кавалерією Григорія Котовського і здався в полон. Тоді, швидше за все, Дроботковський імітував перехід на бік червоних… Повернувшись з-під Тирасполя в Одесу, працював у губернській ремонтній комісії, напевно знову з кіньми. Паралельно влаштувався на політичні курси.
Маючи документи, що є «червоноармійцем» 130-ї радянської бригади, таємно підтримував зв'язки з отаманом Івановим, або, як казали москалі, «відомим бандитом» Федором Івановим.
І все ж ЧК є ЧК. Юрій Дроботковський таки впав їм в око, а відтак дуже скоро опинився в ДОПРі, де просидів півроку. Однак серйозних «доказів» проти нього не було і він викрутився. Вийшовши на волю, негайно виїхав у Єлисаветград, де влаштувався секретарем мисливського товариства…
На слідстві Юрій поводився прямо. І на останньому допиті 16 січня 1923 року він заявив слідчому: «Я — українець-націоналіст і як такий є ворогом совєтської влади… Я активно боровся з совєтською владою тому, що жити з існуючою владою на місцях неможливо…» Того ж дня уповноважений 3-го відділу «Полномочного Представительства ГПУ на Правобережье Украины» Володимир Курський підбив підсумки. Він написав висновок у справі № 446/7971. Юрія Володимировича Дроботковського, 26 років, безпартійного, освіта середня, чекіст звинуватив «в участі в контрреволюційній організації і бандитизмі». Почав Володимир Курський досить тривіально: «Гр-н Дробатковський, як виходець із дворянсько-поміщичої родини, після революції, природно, не міг приєднатися до табору робітників і селян — прихильників Радянської Влади, а переходить в табір ворогів останньої. Під час зародження Петлюрівщини в Україні Дробатковський одразу вступає до її лав і тривалий час працює то в петлюрівських органах, то в петлюрівській армії, беручи весь час активну участь в боях останньої з Совєтськими військами. Після краху Петлюрівщини в Україні і розгрому української армії Дробатковський тікає за кордон і знову з'являється в лавах петлюрівських військ, які в той час вели боротьбу з робітничо-селянською Росією… По закінченні цієї війни Дробатковський, не встигнувши вдруге втекти за кордон, переховується, то пристроюється, точніше, примазується до Совєтської влади, то знову дезертирує і переходить у табір добровольчеської армії, і навпаки. Будучи все ж переконаним петлюрівцем, ярим противником Радянської влади, він, перебуваючи на совєтській службі в 20-21 роках, не стоїть осторонь бандитизму, зв'язується з окремими петлюрівськими бандами (банда Іванова, що оперувала в Катеринославській губернії), надає всіляку допомогу, бере участь у їхній роботі… Весь час Дробатковський тиняється по селах України, кочує з одного міста в інше, зв'язується то з кримінальними, то з політичними бандитами… В цьому останньому періоді Дробатковський, переховуючись у районі, найбільш насиченому петлюрівським бандитизмом (Єлисаветградський район), вирішує активно почати боротьбу з Совєтською владою, починає знову шукати зв'язок з Петлюрівськими бандами». Далі Володимир Курський писав про співпрацю Дроботковського з отаманом Ґонтою («с вновь народившимся отаманом Гонтой»), про те, як вони разом вербували людей, щоб укомплектувати загін, як здійснювали нальоти, які супроводжувалися «неймовірно жорстокими, звірськими убивствами». Але «Дробатковський не задовольняється зв'язком з однією бандою і весь час намагається налагодити зв'язок з іншими отаманами банд (отаман Лютий та інші), петлюрівськими підпільними працівниками того району, які гарячково готувалися до збройного повстання проти совєтської влади. Дробатковський всіляко сприяє їм, використовує своє знайомство з деякими співпрацівниками ҐПУ, витягуючи з них провокаційним чином секретні дані, що стосуються розробки цих банд, передає ці дані отаманам, тим самим надаючи їм можливість безкарно продовжувати свою варварську роботу і виходити з-під ударів червоних частин та органів ҐПУ… Таким чином… видно, — підсумував Володимир Курський, — що Дробатковський від дня зародження Совєтської влади вів з нею вперту боротьбу, яка полягала в активній участі в армії УНР, участі в повстансько-бандитському русі з метою збройної ліквідації Совєтської влади. Ці злочини передбачені ст. ст. 63 і 76 Кримінального кодексу УССР…» Справу було передано до Надзвичайної сесії Київського губернського революційного трибуналу. 2 лютого 1923 року вона ухвалила розстріляти Юрія Володимировича Дроботковського — «як українця». Це вже був другий смертний присуд — перший 1919 року постановили денікінці, але тоді Юрію вдалося втекти.
І цього разу Дроботковський спробував щастя. Він був одним серед тих, хто підняв повстання в Лук'янівській в'язниці 9 лютого 1923 року. Закінчилося воно поразкою. Та все ж Юрій Дроботковський загинув як козак — у бою проти ворогів України.

## Юрій Дроботковський— отаман Андрій Чорнота?
Отаман Андрій Чорнота є однією з найбільш загадкових постатей Холодноярської Республіки. Наразі архіви не мають його справи, серед знищених холодноярців він не фігурує.
Інформація про нього обмежувалася розповіддю Юрія Горліса-Горського в романі «Холодний Яр». Існують чимало спогадів і документів, зокрема і в Державному архіві СБУ, які підтверджують правдивість цього роману. Але ніде не виявлено хоч би якого офіційного паперу про Андрія Чорноту. Може, це художній образ, може, не було такого чоловіка взагалі? Тим більше що у рапорті «начальника ОАЧ» Фріновського від 10 лютого 1923 року прізвища Чорноти серед убитих під час повстання у Лук'янівській в'язниці немає.
У романі «Холодний Яр» свідок Фіма Салганік стверджує, що Чорнота і Загородній, усвідомлюючи безпорадне становище, поцілувались на прощання і застрелили один одного, а у спогаді, опублікованому в «Літописі Червоної Калини», Горліс-Горський, описуючи ту ж саму подію, вже пише, що один одному в серце вистрелили Загородній і Дроботковський.
Виходить, що Чорнота і Дроботковський — одна й та ж людина, а в документах він фігурував, напевно, під іншим іменем. Можливо, під своїм власним. А може, й під іншим псевдонімом — адже не секрет, що підпільники, щоб заплутати чекістів, мали по кілька вигаданих імен. Наприклад, Кость Пестушко, очоливши Степову дивізію, взяв собі псевдо Степовий, а згодом змінив його на Блакитний. Напевно, не один читач чи дослідник вважав, що це різні люди — Пестушко, Степовий і Блакитний, — хоч була це одна людина.
З роману Юрій Горліса-Горського «Холодний Яр» Чорнота постає як високоосвічена людина, яка читає твори Канта, Ренана, Вольтера, Толстого, Руссо, Шекспіра, Маркса і Енгельса, Лассаля Сумнівів практично не лишається: під псевдонімом Чорнота у Холодному Яру діяв Юрій Дроботковський. Слід й зазначити, що в його кримінальній справі чекісти поруч із прізвищем Дроботковський не раз пишуть і Добротковський (саме це прізвище подав і Юрій Горліс-Горський у «Літописі Червоної Калини»). Нерідко пишуть чекісти це прізвище на російський манер — Добратковський. Ось приклад (зі Зведення № 7 кримінальної справи): «…Назначил Добратковского временно начальником района…»
Разом з тим, Горліс-Горський вважає Андрія Чорноту кубанцем, хоча жодного документального підтвердження цьому факту не існує — «Зближує нас те, — зазначав Горліс-Горський, — що, як виявилося, ми обидва почали військову службу в кавказькій кавалерії під командою князів Хана-Нахічеванського та Султан-Гірея і обидва хапнули магометанської воєнної етики». Мова йде про Гвардійський кавалерійський корпус, яким від квітня 1916-го до квітня 1917 року командував генерал від кавалерії хан Г.Нахічеванський.